# Папуша Олександр Володимирович
Олександр Володимирович Папуша (нар. 2 січня 1975, м. Тернопіль) — український актор театру, кіно та дубляжу, педагог, співак. Заслужений артист України (2012).

## Життєпис
Олександр Папуша народився 2 січня 1975 року в Тернополі.
Навчався в Тернопільській загальноосвітній школі № 14. Закінчив філологічний факультет Тернопільського педагогічного інституту (1997, спеціальність — вчитель української мови, літератури та англійської мови), акторське відділення Тернопільського музичного училища (1998, курс народного артиста України В'ячеслава Хім'яка). Працював учителем іноземної мови Великогаївської загальноосвітньої школи Тернопільського району (1996—1997). Від 1998 — актор Тернопільського обласного драматичного театру (нині академічний театр).
Співає та грає на гітарі, пише пісні.

### Сім'я
Одружений, з дружиною Іриною виховують доньку Катерину та сина Дениса.

## Творчість

### Ролі в театрі
- Юлюс, «Казка про Моніку» С. Шальтяніса, Л. Яцінавічуса,
- Ґраф, «Коханий нелюб», Я. Стельмаха,
- Тіль і Менахем «Тіль Уленшпіґель» і «Поминальна молитва» Г. Горіна,
- Яго, «Отелло» В. Шекспіра,
- Месія, «Ціною крові» Лесі Українки,
- Лука, «Патетична соната» М. Куліша,
- Корній, «Сльози Божої Матері» О. Мосійчука за У. Самчуком,
- Патріарх Йосиф Сліпий, «Голгофа. Містерія непокори» О. Мосійчука[1][2].

### Фільмографія
- 2003 — Один — в полі воїн, Кривий,
- 2006 — Повернення Мухтара-3, Вітьок,
- 2013 — 1943,
- 2018 — Швидка,
- 2019 — Іловайськ 2014. Батальйон Донбас[3],
- 2019 — Течія,
- 2020 — Сага,
- 2020 — Доброволець,
- 2022 — Папаньки 4,
- 2022 — Гарячий.

### Дублювання
- 2016 — Бунтар Один. Зоряні Війни. Історія[4].

## Нагороди
- заслужений артист України (27 березня 2012) — за вагомий особистий внесок у розвиток театрального мистецтва, значні творчі здобутки, високу професійну майстерність та з нагоди Міжнародного дня театру[5];
- Тернопільська обласна премія імені Леся Курбаса (2021) — за виконання ролей Гонти («Тарас» Б. Стельмаха, О. Мосійчука за творами Т. Шевченка), Івана Карася («Запорожець за Дунаєм» С. Гулака-Артемовського), Виборного («Наталка Полтавка» І. Котляревського) у виставах Тернопільського академічного обласного драматичного театру ім. Т. Г. Шевченка[6];
- відзнака Тернопільсько-Зборівської архиєпархії та митрополії УГКЦ на честь Патріарха Йосифа Сліпого «Великого бажайте» (2023)[7][8];
- увійшов до рейтингу «100 кращих тернополян»[9];
- лавреат всеукраїнських фестивалів.